# جون سويني
جون سويني (بالإنجليزية: John Sweeney)‏ هو كاتب وصحفي بريطاني، ولد في 7 يونيو 1958 في إنجلترا في المملكة المتحدة.

## وصلات خارجية
- الموقع الرسمي
- جون سويني على موقع IMDb (الإنجليزية)
- جون سويني على موقع قاعدة بيانات الفيلم (الإنجليزية)